# Ancylocera bicolor
Ancylocera bicolor är en skalbaggsart som först beskrevs av Olivier 1795.  Ancylocera bicolor ingår i släktet Ancylocera och familjen långhorningar. Inga underarter finns listade i Catalogue of Life.